# ミーグロープ
ミーグロープ（タイ語: หมี่กรอบ、発音 [mìː krɔ̀ːp]）はタイ料理のひとつ。タイ語での原義は「パリッとした（グロープ）麺（ミー）」（タイ語は形容詞を後置修飾する）で、ビーフンを揚げ、主に甘いソースをかけたものである。普通はレモンやライムなどの柑橘類の酸味を入れることで甘さとのバランスを取る。 この料理の特徴ともいえる酸味、柑橘類の風味は、多くの場合、ソムマー（直訳すると「さまざまな柚子」）と呼ばれるタイの柑橘系果物の皮に由来する。 
この料理には、ラーマ5世がタラードプル周辺をボートで訪問した時に、 当時の中国人移民「チンリー」（จีนหลี）が炒めた麺の匂いを嗅ぎ、ボートを止めてそれを食べ、気に入ったとする伝説がある。このことから、この料理はMi krop ror haという別称を持つ。 